# Kim Mi-rae
Kim Mi-rae (koreanisch 김미래; * 7. April 2001) ist eine nordkoreanische Wasserspringerin.

## Erfolge
Kim Mi-rae nahm an zwei Olympischen Spielen teil. Ihr Debüt gab sie 2016 in Rio de Janeiro mit der Teilnahme im Synchronspringen vom Zehn-Meter-Turm. Gemeinsam mit Kim Kuk-hyang erreichte sie mit 322,44 Punkten den vierten Platz in dem acht Paarungen umfassenden Starterfeld und verpasste damit einen Medaillengewinn knapp um einen Platz. Ein Jahr darauf belegte sie mit Kim Kuk-hyang bei den Weltmeisterschaften in Budapest im Synchronspringen vom Zehn-Meter-Turm den zweiten Platz, während sie diesmal im Einzel als Vierte erneut das Podest verpasste. Mit Hyon Il-myong gewann sie außerdem die Bronzemedaille im Mixed-Synchronspringen. Ihre erste Einzelmedaille gewann Kim bei den Asienspielen 2018 in Jakarta mit der Bronzemedaille vom Zehn-Meter-Turm. Lediglich die beiden Chinesinnen Si Yajie und Zhang Jiaqi hatten noch mehr Punkte erzielt. Darüber hinaus belegte Kim mit Kim Kuk-hyang hinter Zhang Jiaqi und Zhang Minjie Rang zwei im Synchronspringen vom Zehn-Meter-Turm.
Bei den Weltmeisterschaften 2024 in Doha wurde Kim im Synchronspringen erneut Vizeweltmeisterin. An ihrer Seite sprang dieses Mal Jo Jin-mi. Im Einzel wurde Kim einmal mehr Vierte. Mit diesen Resultaten qualifizierte sie sich für beide Disziplinen bei den Olympischen Spielen 2024 in Paris. Dort gelang ihr im Turmspringen nach Rang zehn in der Vorrunde und Rang vier im Halbfinale der Einzug in den Finaldurchgang der besten Acht, den sie mit 372,10 Punkten hinter der Chinesin Quan Hongchan, die 425,60 Punkte erzielte, und deren mit 420,70 Punkten zweitplatzierter Landsfrau Chen Yuxi auf dem Bronzerang abschloss. Auch im Synchronspringen vom Zehn-Meter-Turm blieb Kim, die mit Jo Jin-mi an den Start ging, ohne Chance gegen ihre chinesischen Konkurrenten, platzierte sich dafür aber vor allen übrigen Teilnehmern. Kim und Jo erzielten 315,90 Punkte und gewannen die Silbermedaille, während Chen Yuxi und Quan Hongchan mit 359,10 Punkten deutlich Olympiasiegerinnen wurden. Rang drei ging mit 304,38 Punkten an die Britinnen Andrea Spendolini-Sirieix und Lois Toulson.